# Cottage Lake
Cottage Lake az Amerikai Egyesült Államok északnyugati részén, Washington állam King megyéjében elhelyezkedő statisztikai település. A 2010. évi népszámlálási adatok alapján 22 494 lakosa van.

## Népesség
A település népességének változása:
| Lakosok száma | 24 330 | 22 494 | 22 857 |
|               | 2000   | 2010   | 2020   |